# Абай (Мактааральський район)
Аба́й (каз. Абай) — село у складі Мактааральського району Туркестанської області Казахстану. Входить до складу Жамбильського сільського округу.
Населення — 4279 осіб (2021; 4159 у 2009, 223 у 1999, 237 у 1989).
До 2021 року село називалось Жалин.